# Крив'янське сільське поселення
Крив'янське сільське поселення — муніципальне утворення в Октябрському районі Ростовської області.
Адміністративний центр поселення — станиця Крив'янська.
Населення — 10423 особи (2010 рік).
Крив'янське сільське поселення розташоване на півдні Октябрського району на схід від Новочеркаська між річками Аксай, Тузлова й Кадамовка.
До складу Крив'янського сільського поселення входить 1 населений пункт:
- станиця Кривянська.